# Domenico Aglio
Domenico Aglio (Vicenza, ... – ...; fl. XVIII secolo) è stato uno scultore italiano barocco della repubblica di Venezia attivo intorno al 1710 a Verona.
È conosciuto anche come Allio o de Aglio o "il Gobbo". Tra le opere a lui attribuite il crocifisso di marmo per Santa Maria della Disciplina, il busto di Onofrio Panvinio e la statua di Santo Stefano per la chiesa di Santo Stefano.